# キャシー・ホウクル

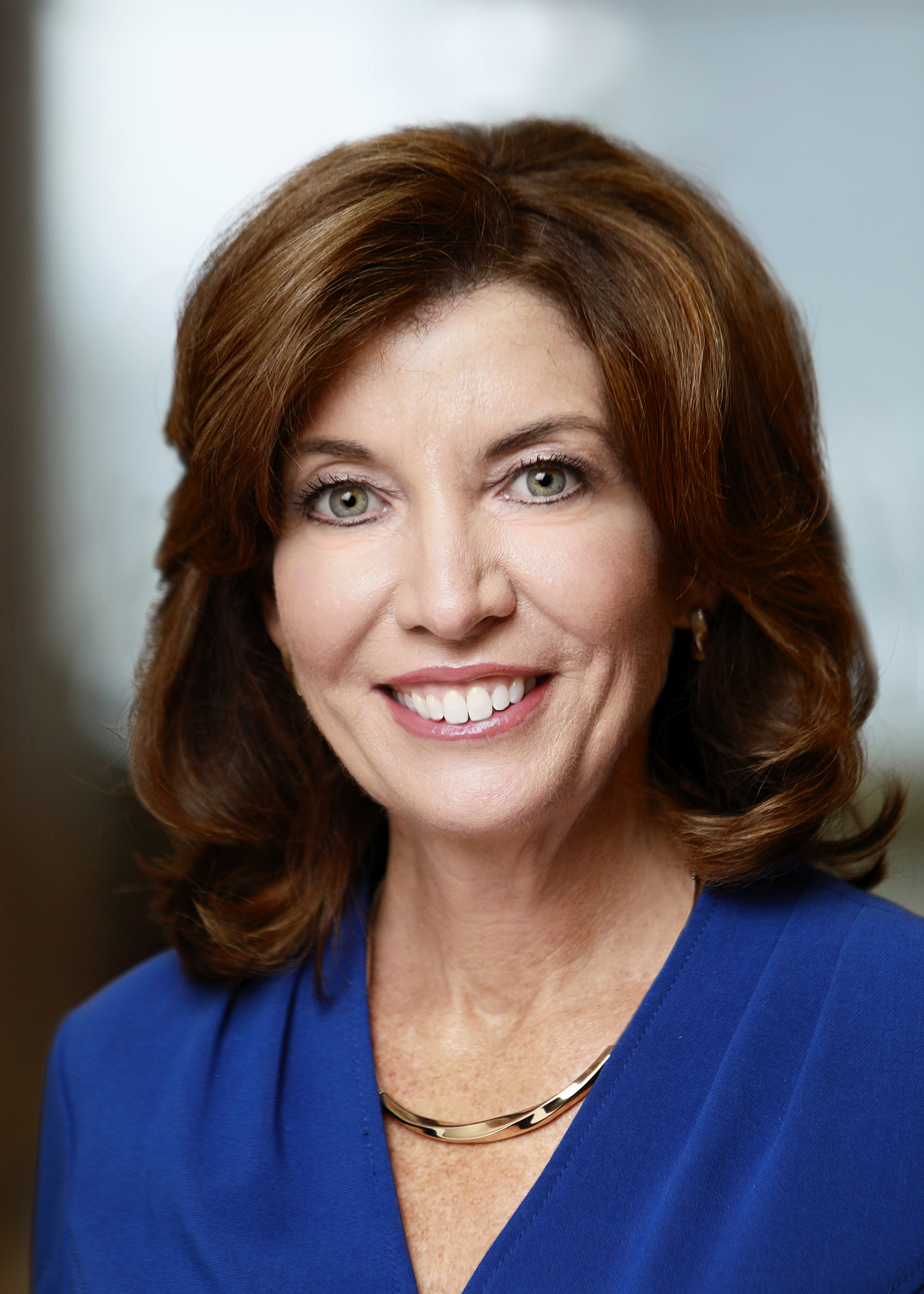
キャシー・ホウクル（2017年）

キャシー・ホウクル（Kathy Hochul）、本名キャスリーン・ホウクル（Kathleen Hochul、旧姓コートニー（Courtney）、1958年8月27日 - ）は、アメリカ合衆国の政治家。弁護士。現在、ニューヨーク州知事を務めている。2015年よりニューヨーク州副知事を務めていたが、2021年8月のアンドリュー・クオモ州知事の辞任によって、女性初のニューヨーク州知事に昇格した。

## 経歴
キャシー・ホウクルは、1958年にニューヨーク州バッファローでキャスリーン・コートニー（Kathleen Courtney）として生まれた。家庭はアイルランド系で、カトリック教徒。1980年にシラキュース大学で学士号を、1983年にアメリカカトリック大学（Catholic University of America）のコロンブス・ロースクールで法務博士号を得た。シラキュース大学在学中に政治関係に目覚めていて、その後連邦下院議員を経て、M&T銀行（M&T Bankの政府関係部署も務め、2014年にアンドリュー・クオモの知事選挙で彼の副知事候補となり、選挙に勝ち、翌年から副知事を務め、2018にも再選された。2021年8月のクオモ州知事の辞任表明によって、ニューヨーク州副知事から州知事に昇格し、2022年まで務めることになる。
2022年11月8日の州知事選挙では共和党候補のリー・ゼルディン下院議員を下し再選された。

## 人物
個人生活ではビル・ホウクル（Bill Hochul）と結婚して、キャシー・ホウクル（Kathleen Courtney Hochul、キャシーはキャスリーンのニックネーム）を名乗っている。